# Édouard Debétaz

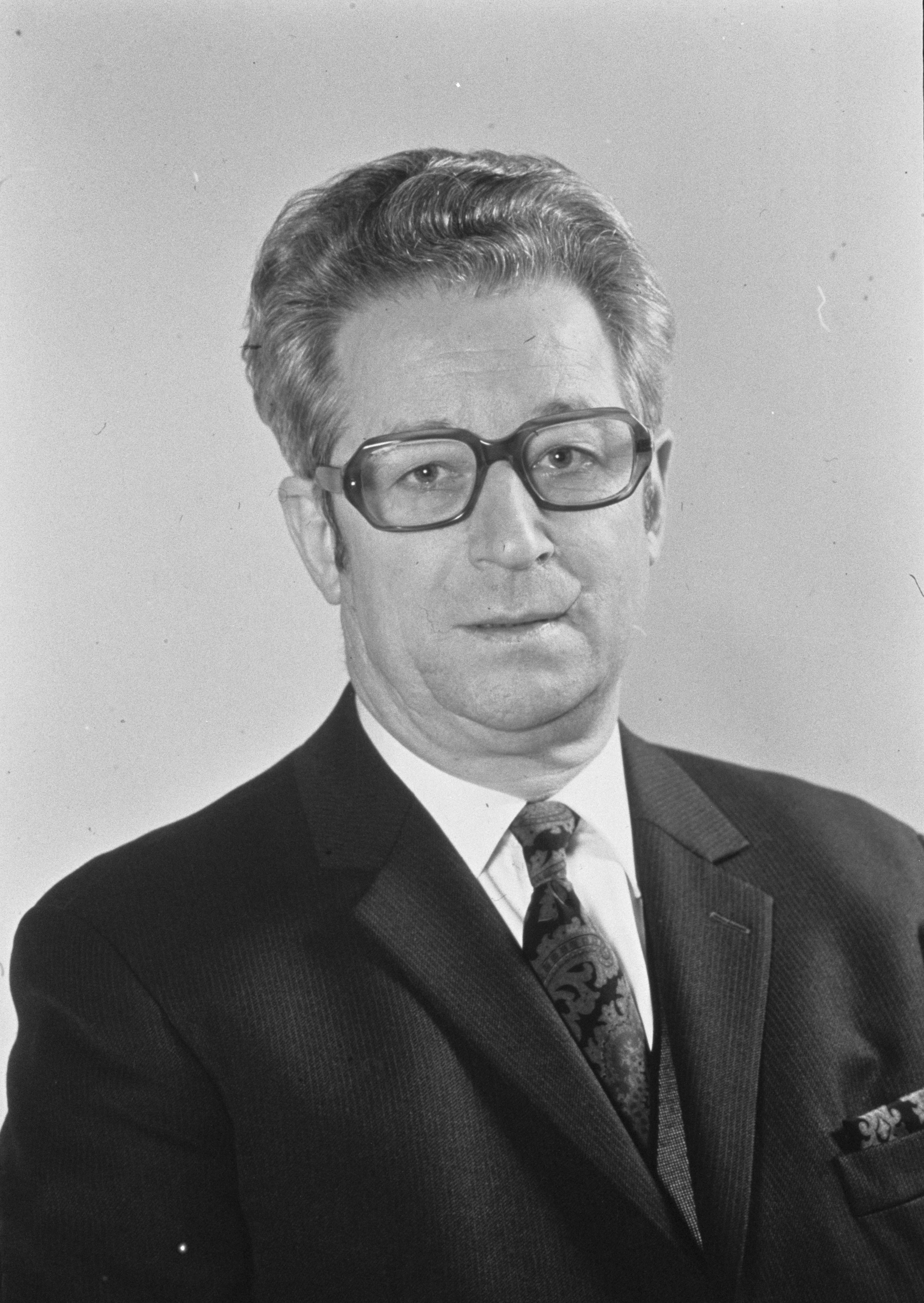
Édouard Debétaz (1971)

Édouard Debétaz (* 13. September 1917 in Mathod; † 24. März 1999 in Lausanne; heimatberechtigt in Fey) war ein Schweizer Politiker (FDP).
Der Sohn eines Landwirts studierte Rechtswissenschaft an der Universität Lausanne. Von 1942 bis 1962 arbeitete er als Notar in Yverdon.
Er begann seine politische Karriere als Präsident der Jeunesses campagnardes, später der Jeunesses radicales. 1952 wurde er in den Gemeinderat von Yvonand gewählt; von 1954 bis 1957 war er Gemeindepräsident. Von 1956 bis 1975 vertrat er die FDP im Nationalrat. Ausserdem war er von 1962 bis 1981 Staatsrat des Kantons Waadt und Vorsteher des Departements für Landwirtschaft, Industrie und Handel. Von 1975 bis 1987 gehörte er dem Ständerat an; 1984 war er Ständeratspräsident. Von 1980 bis 1988 war er ausserdem Mitglied der Parlamentarischen Versammlung des Europarates.
Debétaz vermittelte zwischen verschiedenen Wirtschaftsinteressen und setzte sich unter anderem für den Mieterschutz ein.